# Arnaud Mendy
Arnaud Mendy (ur. 10 lutego 1990 w Évreux) – piłkarz z Gwinei Bissau występujący na pozycji pomocnika.
W barwach Derby County wystąpił jeden raz w Championship, 3 października 2009 w wygranym 3:0 spotkaniu z Sheffield Wednesday. Ponadto występował m.in. w League One jako zawodnik Tranmere Rovers oraz w League Two jako gracz Macclesfield Town.
W reprezentacji Gwinei Bissau rozegrał dwa spotkania. Zadebiutował w niej 9 lutego 2011 w przegranym 1:3 towarzyskim meczu z Gambią, a po raz drugi wystąpił 19 lipca 2014 w przegranym 0:2 pojedynku kw. do PNA 2015 z Botswaną.